# Matías Mier
Henry Matías Mier Codina (Montevideo, Uruguay, 2 de agosto de 1990) es un futbolista uruguayo que juega como mediocampista y su equipo actual es el River Plate de la Primera División de Uruguay.

## Trayectoria
Se inició desde pequeño en las divisiones inferiores del Club Oriental para luego pasar al Rentistas con un breve paso por Nacional. En el "Bicho Colorado" tendría su debut como profesional a los quince años durante el Campeonato Uruguayo de Fútbol 2006-07 de la mano de Álvaro Gutiérrez, donde su equipo perdería la categoría.
Después de su debut, para el siguiente torneo, pasaría al recién ascendido Fénix donde no jugaría mucho en su primera temporada y tendría que lidiar con un nuevo descenso. Para la siguiente temporada ya en la Segunda División de su país lograría campeonar y subir de inmediato a la máxima categoría del fútbol de su país, ya nuevamente en el fútbol de honor comenzaría a convertirse en una de las grandes promesas del fútbol uruguayo local fichando a principios del 2011 por Peñarol.
En Peñarol tendría su mejor campaña alcanzando la final de la Copa Libertadores 2011 donde obtendría el subcampeonato. Tras estar solo seis meses en ese club, ficha por la Universidad Católica de Chile donde tendría un irregular paso pese a obtener la Copa Chile 2011 y tres subcampeonatos, uno a nivel de copa y dos a nivel de liga. También en este club tuvo problemas con la hinchada y peleas en la cancha. Después de dos años y medio en el club cruzado sería enviado a préstamo al Santiago Wanderers, también del mismo país.
Ya en Santiago Wanderers tendría un gran comienzo pero poco a poco iría perdiendo su lugar en el once titular teniendo un irregular Clausura 2014, ya para su siguiente torneo por el cuadro caturro de la mano de Emiliano Astorga tomaría el puesto de delantero volviendo a retomar cierto protagonismo llegando a anotar un gol que sería el subcampeonato para su equipo en el Apertura 2014, pero no sería suficiente para renovar su préstamo para 2015 teniendo que regresar al club dueño de su pase tras 41 partidos jugados y 8 goles convertidos.

### Junior de Barranquilla
En 2017, llegó a préstamo al Junior de Barranquilla desde Peñarol de Uruguay para afrontar la Copa Sudamericana, Copa Colombia y el Torneo Finalización.

## Selección nacional
Ha sido internacional a nivel sub-20 y sub-23 en la Selección de fútbol de Uruguay pero en ambos niveles solo ha disputado partidos preparatorios, en esta última quedaría fuera de la nómina final para los Juegos Olímpicos de 2012.

## Estadísticas
| Club                                                                                               | Div           | Temporada     | Liga  | Liga  | Liga   | Copas Nacionales(1) | Copas Nacionales(1) | Copas Nacionales(1) | Copas Internacionales(2) | Copas Internacionales(2) | Copas Internacionales(2) | Total | Total | Total  |
| Club                                                                                               | Div           | Temporada     | Part. | Goles | Asist. | Part.               | Goles               | Asist.              | Part.                    | Goles                    | Asist.                   | Part. | Goles | Asist. |
| -------------------------------------------------------------------------------------------------- | ------------- | ------------- | ----- | ----- | ------ | ------------------- | ------------------- | ------------------- | ------------------------ | ------------------------ | ------------------------ | ----- | ----- | ------ |
| Rentistas · Uruguay                                                                                | 1.ª           | 2006-07       | 1     | 0     | 0      | -                   | -                   | -                   | -                        | -                        | -                        | 1     | 0     | 0      |
| Rentistas · Uruguay                                                                                | 2.ª           | 2007-08       | 4     | 0     | 0      | -                   | -                   | -                   | -                        | -                        | -                        | 4     | 0     | 0      |
| Fénix · Uruguay                                                                                    | 1.ª           | 2007-08       | 3     | 0     | 0      | -                   | -                   | -                   | -                        | -                        | -                        | 3     | 0     | 0      |
| Fénix · Uruguay                                                                                    | 2.ª           | 2008-09       | 11    | 0     | 0      | -                   | -                   | -                   | -                        | -                        | -                        | 11    | 0     | 0      |
| Fénix · Uruguay                                                                                    | 1.ª           | 2009-10       | 26    | 5     | 2      | -                   | -                   | -                   | -                        | -                        | -                        | 26    | 5     | 2      |
| Fénix · Uruguay                                                                                    | 1.ª           | 2010-11       | 15    | 1     | 6      | -                   | -                   | -                   | -                        | -                        | -                        | 15    | 1     | 6      |
| Fénix · Uruguay                                                                                    | Total club    | Total club    | 41    | 6     | 8      | -                   | -                   | -                   | -                        | -                        | -                        | 41    | 6     | 8      |
| Peñarol · Uruguay                                                                                  | 1.ª           | 2010-11       | 11    | 1     | 0      | -                   | -                   | -                   | 13                       | 1                        | 5                        | 24    | 2     | 5      |
| Universidad Católica · Chile                                                                       | 1.ª           | 2011          | 15    | 4     | 2      | 6                   | 2                   | 0                   | 6                        | 1                        | 1                        | 27    | 7     | 3      |
| Universidad Católica · Chile                                                                       | 1.ª           | 2012          | 18    | 4     | 1      | 7                   | 3                   | 0                   | 5                        | 0                        | 0                        | 30    | 7     | 1      |
| Universidad Católica · Chile                                                                       | 1.ª           | 2013          | 7     | 3     | 0      | 0                   | 0                   | 0                   | 0                        | 0                        | 0                        | 7     | 3     | 0      |
| Universidad Católica · Chile                                                                       | 1.ª           | 2013-14       | 7     | 0     | 0      | 3                   | 0                   | 0                   | 1                        | 0                        | 0                        | 11    | 0     | 0      |
| Universidad Católica · Chile                                                                       | Total club    | Total club    | 47    | 11    | 3      | 16                  | 5                   | 0                   | 12                       | 1                        | 1                        | 75    | 17    | 4      |
| Santiago Wanderers · Chile                                                                         | 1.ª           | 2013-14       | 16    | 2     | 1      | 0                   | 0                   | 0                   | 0                        | 0                        | 0                        | 16    | 2     | 1      |
| Santiago Wanderers · Chile                                                                         | 1.ª           | 2014-15       | 18    | 3     | 0      | 7                   | 3                   | 0                   | 0                        | 0                        | 0                        | 25    | 6     | 0      |
| Santiago Wanderers · Chile                                                                         | Total club    | Total club    | 34    | 5     | 1      | 7                   | 3                   | 0                   | 0                        | 0                        | 0                        | 41    | 8     | 1      |
| Rentistas · Uruguay                                                                                | 1.ª           | 2015-16       | 28    | 10    | 5      | 0                   | 0                   | 0                   | 0                        | 0                        | 0                        | 28    | 10    | 5      |
| Rentistas · Uruguay                                                                                | Total club    | Total club    | 28    | 10    | 5      | 0                   | 0                   | 0                   | 0                        | 0                        | 0                        | 28    | 10    | 5      |
| Muaither Catar                                                                                     | 1.ª           | 2016-17       | 2     | 0     | 0      | 0                   | 0                   | 0                   | 0                        | 0                        | 0                        | 2     | 0     | 0      |
| Muaither Catar                                                                                     | Total club    | Total club    | 2     | 0     | 0      | 0                   | 0                   | 0                   | 0                        | 0                        | 0                        | 2     | 0     | 0      |
| Peñarol · Uruguay                                                                                  | 1.ª           | 2017          | 8     | 1     | 3      | 0                   | 0                   | 0                   | 1                        | 0                        | 0                        | 9     | 1     | 3      |
| Peñarol · Uruguay                                                                                  | Total club    | Total club    | 19    | 2     | 3      | 0                   | 0                   | 0                   | 14                       | 1                        | 5                        | 33    | 3     | 8      |
| Junior · Colombia                                                                                  | 1.ª           | 2017          | 13    | 2     | 0      | 2                   | 0                   | 0                   | 4                        | 0                        | 1                        | 19    | 2     | 1      |
| Junior · Colombia                                                                                  | 1.ª           | 2018          | 8     | 0     | 0      | 0                   | 0                   | 0                   | 2                        | 0                        | 0                        | 10    | 0     | 0      |
| Junior · Colombia                                                                                  | Total club    | Total club    | 21    | 2     | 0      | 2                   | 0                   | 0                   | 6                        | 0                        | 1                        | 29    | 2     | 1      |
| La Equidad · Colombia                                                                              | 1.ª           | 2018          | 19    | 1     | 2      | 3                   | 0                   | 0                   | 0                        | 0                        | 0                        | 22    | 1     | 2      |
| La Equidad · Colombia                                                                              | 1.ª           | 2019          | 29    | 6     | 1      | 1                   | 0                   | 0                   | 6                        | 1                        | 0                        | 36    | 7     | 1      |
| La Equidad · Colombia                                                                              | 1.ª           | 2020          | 19    | 10    | 4      | 2                   | 1                   | 0                   | 0                        | 0                        | 0                        | 21    | 11    | 4      |
| La Equidad · Colombia                                                                              | Total club    | Total club    | 67    | 17    | 7      | 6                   | 1                   | 0                   | 6                        | 1                        | 0                        | 79    | 19    | 7      |
| Independiente Medellín · Colombia                                                                  | 1.ª           | 2020-21       | 16    | 2     | 0      | 0                   | 0                   | 0                   | 2                        | 2                        | 0                        | 18    | 4     | 0      |
| Independiente Medellín · Colombia                                                                  | Total club    | Total club    | 16    | 2     | 0      | 0                   | 0                   | 0                   | 2                        | 2                        | 0                        | 18    | 4     | 0      |
| Central Córdoba Argentina                                                                          | 1.ª           | 2021          | 8     | 0     | 1      | 0                   | 0                   | 0                   | 0                        | 0                        | 0                        | 8     | 0     | 1      |
| Central Córdoba Argentina                                                                          | Total club    | Total club    | 8     | 0     | 1      | 0                   | 0                   | 0                   | 0                        | 0                        | 0                        | 8     | 0     | 1      |
| Santa Fe · Colombia                                                                                | 1.ª           | 2022          | 39    | 5     | 6      | 2                   | 0                   | 0                   | 0                        | 0                        | 0                        | 41    | 5     | 6      |
| Santa Fe · Colombia                                                                                | Total club    | Total club    | 39    | 5     | 6      | 2                   | 0                   | 0                   | 0                        | 0                        | 0                        | 41    | 5     | 6      |
| Bhayangkara Indonesia                                                                              | 1.ª           | 2022-23       | 5     | 4     | 1      | 0                   | 0                   | 0                   | 0                        | 0                        | 0                        | 5     | 4     | 1      |
| Bhayangkara Indonesia                                                                              | Total club    | Total club    | 5     | 4     | 1      | 0                   | 0                   | 0                   | 0                        | 0                        | 0                        | 5     | 4     | 1      |
| Total carrera                                                                                      | Total carrera | Total carrera | 327   | 64    | 35     | 33                  | 9                   | 0                   | 40                       | 5                        | 7                        | 400   | 78    | 42     |
| (1) Incluye datos de la Copa Chile. (2) Incluye datos de la Copa Libertadores y Copa Sudamericana. |               |               |       |       |        |                     |                     |                     |                          |                          |                          |       |       |        |

## Palmarés

### Títulos nacionales
| Título              | Club                   | País     | Temporada |
| ------------------- | ---------------------- | -------- | --------- |
| Segunda División    | C.A. Fénix             | Uruguay  | 2008-09   |
| Copa Chile          | Universidad Católica   | Chile    | 2011      |
| Copa Colombia       | Junior                 | Colombia | 2017      |
| Campeonato Uruguayo | C.A. Peñarol           | Uruguay  | 2017      |
| Copa Colombia       | Independiente Medellín | Colombia | 2020      |

## Vida personal
Matías Mier estuvo casado entre 2019 y 2022 con la comentarista deportiva y presentadora de televisión colombiana Melissa Martínez, con quien tuvo una relación sentimental desde 2017, la cual llegó a su final por una infidelidad con su nueva pareja, la comunicadora social Valentina Rendón. Antes de eso Matías estuvo casado con una astronauta chilena.[cita requerida]